# Waiting (álbum de Fun Boy Three)
Waiting é o segundo e último álbum de estúdio do Fun Boy Three. Ele foi lançado em 1983 e apresentava o hit single "Our Lips Are Sealed", coescrito por Terry Hall e anteriormente gravado pelo The Go-Go's.

## Faixas
Todas as canções foram escritas pelo Fun Boy Three exceto onde indicado.
Lado A
1. "Murder She Said" (Instrumental) (R.W. Goodwin) 01:57
2. "The More I See (The Less I Believe)" 03:38
3. "Going Home" 03:36
4. "We're Having All the Fun" 02:51
5. "The Farm Yard Connection" 02:46

Lado B
1. "The Tunnel of Love" (Golding/Hall/Staples) 03:05
2. "Our Lips Are Sealed" (Hall, Jane Wiedlin) 03:32
3. "The Pressure of Life (Takes the Weight Off the Body)" 03:06
4. "Things We Do" 03:32
5. "Well Fancy That!" 02:59

### Lançamento em vinil original estadunidense
As faixas foram dispostas em uma ordem diferente no lançamento original em vinil estadunidense (B6V 41417):
Lado A
1. "Our Lips Are Sealed" (Hall, Jane Wiedlin) 03:36
2. "The Tunnel of Love" 03:08
3. "The Pressure of Life (Takes the Weight Off the Body)" 03:10
4. "Things We Do" 03:36
5. "The Farm Yard Connection" 02:46

Lado B
1. "Murder She Said" (Instrumental) (R.W. Goodwin) 01:57
2. "The More I See (The Less I Believe)" 03:38
3. "Going Home" 03:36
4. "We're Having All the Fun" 02:51
5. "Well Fancy That!" 02:59

## Artistas
- Terry Hall - vocais
- Neville Staples - percussão, vocais
- Lynval Golding - guitarra, vocais

- David Byrne - guitarra, produção, mixagem
- Nicky Holland – teclados, vocais, arranjos
- Ingrid Schroeder - vocais
- Bethan Peters – guitarra baixo, vocais
- June Miles-Kingston – bateria, vocais
- Dick Cuthell - cornetas
- Annie Whitehead - trombone
- Caroline LaVelle - violoncelo
- Geraldo D'arbilly - percussão
- Jeremy Green – engenharia de som, mixagem
- David Storey - design
- Mike Owen - photografia